# Рось
Рось (укр. Рось) — река на территории Украины, правый приток Днепра. Исторический регион, протянувшийся вдоль её течения, именуется Поросьем.

## Гидрография
Исток реки находится возле села Ордынцы Винницкого района Винницкой области. Длина — 346 км, площадь бассейна — 12 575 км², средний расход воды в низовьях 22,5 м³/с. Средние расходы воды по длине р. Рось, м³/с: граница Винницкой и Киевской областей — 2,99; выше устья Раставицы — 11,10; выше г. Белая Церковь — 16,50; ниже г. Белая Церковь — 17,90; граница Киевской и Черкасской областей — 22,80; ниже г. Корсунь-Шевченковский — 24,50; Рось-устье — 28,40 м³/с. Среднестатистическая ширина русла в среднем течении до 50 м, долины до 3 км. В местах пересечения Росью кристаллических пород долина сужается до 10—15 м, русло становится порожистым, пейзаж живописный. Питание преимущественно снеговое. Летняя межень. Замерзает в декабре, вскрывается в марте. Среднегодовая минерализация воды р. Рось изменяется в пределах 407—602 мг/дм³, при средней — 513 мг/дм³. В бассейне реки Рось насчитывается 1136 малых рек длиной 4827 км.
Основные города, через которые протекает Рось: Белая Церковь, Богуслав, Корсунь-Шевченковский. На реке построены четыре ГЭС: Стеблевская, Корсунь-Шевченковская, Богуславская и Дыбинская.

## Историческое значение
Рось (Ръсь, Рось, в косв. падежах — Рси) упоминается в древнерусских летописях.
Одна из гипотез автохтонного происхождения этнонима русь выводит его из гидронима Рось (др.-рус. Ръсь), названия правого притока Днепра в Среднем Поднепровье, южнее Киева. Эту гипотезу разделял, в частности, академик Б. А. Рыбаков.
Исходный гидроним, Ръсь, имеет неясную этимологию и засвидетельствован в «Повести временных лет». Он может восходить к индоевропейскому ros- — «вода, влага», и на основании различных вариантов этого названия оно может быть отнесено к гидронимам позднеславянского периода. Но гидронимы с корнем рос- и рус- весьма распространены не только в Среднем Поднепровье, но и в других частях Европы. Нет единственной реки Русь, с которой можно было связать этноним pуcь, и одновременно доказать происхождение племени с таким названием с берегов данной реки — только таким путём возможно было бы доказать местную этимологию этнонима. Кроме того, исконные славянские этнонимы образованы по иной модели. «Повесть временных лет» приводя происхождение этнонимов славян от названий рек, ничего не говорит о том, что народ русь получил наименование по какой-то реке.
Лингвистический анализ позволяет отвергнуть возможность происхождения слова русь от названия реки Рось. В древнерусском языке слово выглядело как Ръсь (ъ в корне этого слова означает сверхкраткий — редуцированный — гласный звук заднего ряда среднего подъёма), косвенные падежи — на Рси, по Рьси (редуцированный закономерно выпадает) и др. Жители берегов реки Рось именовались в летописных текстах не «русь» или «россичи» и т. п., а поршане. Таким образом, в X веке в названии Ръсь присутствовал краткий глухой гласный ъ, который прояснился в о (будучи в сильной позиции) только в XII веке (ср.: търгъ > торгъ, вълкъ > волкъ и др.). Ср.: название города и реки Ръша в Ипатьевской летописи — современные город Орша и река Оршица.
Этимологически общеславянский ъ восходит к индоевропейскому u, тогда как ӯ (в слове русь) могло развиться только из индоевропейского дифтонга *au или *ou. Таким образом, корни ръс- (> рос-) и рус- независимы один от другого.
Источником народной этимологии является поздняя Никоновская летопись.
В Рось впадают реки с названиями Роська, Росава, Раставица. На берегах Роси проживало племя полян, а со 2-й половины XII века — чёрные клобуки.
На правовом берегу реки Рось в могильнике «Остров-1» напротив древнерусское городище Сухолесы между сёлами Пугачовка и Остров нашли 55 захоронений. В некрополе нашли западно-балтские вещи XI века. Учитывая отдельные антропологические признаки, большинство похороненных — переселенцы первой волны. Согласно летописям, князь Ярослав Мудрый переселил в долину реки Рось в XI веке одно из балтских племён для охраны южных рубежей Киевского княжества. На территории села ранее нашли поселение черняховской культуры III—IV веков нашей эры. Практически в месте впадения реки Горохуватка в реку Рось близ села Бушево находится древнерусское Бушевское городище Райгород (XI—XII века).
Вдоль северного берега Роси и её притока Раставицы, который во времена Киевской Руси, вероятно, считался началом Роси, в княжение Ярослава Мудрого была возведена Поросская оборонительная линия для обороны южных рубежей от набегов степных кочевников.
Хутор в районе села Пилипча — родина предков писателя К. Г. Паустовского (1892—1968). Прадед писателя — казак Запорожской Сечи — получил хутор на реке Рось. Территория хутора ныне затоплена, но сохранилось место куреня Максима Григорьевича Паустовского-Сагайдачного, деда писателя. На кладбище на левом берегу Роси при впадении реки Ростовицы похоронены отец писателя — Георгий Максимович Паустовский и его родственники. В селе Пилипча именем Паустовского были названы школа и школьный парк. В юности писатель часто гостил у деда, впечатления об этом отразились в его автобиографическом романе «Повесть о жизни».

## Рекреационный потенциал и хозяйственное использование
В Белой Церкви, по левому берегу Роси расположен знаменитый парк «Александрия», бывшее имение Браницких. В 1960—1990-е годы берега Роси в Белой Церкви были местом массового отдыха. Чистая, прозрачная вода, умеренное течение реки, пейзажи, радоновые водолечебницы — всё это привлекало в Белую Церковь отдыхающих со всего Советского Союза.

## Экология
В настоящее время Рось терпит экологическое бедствие. Плотины, водохранилища, построенные на всём протяжении Роси, сильно увеличили площадь испарения. Водозаборы (особенно гигантский водовод на Умань) резко снизили скорость течения воды. Жители сёл вдоль русла реки устраивают искусственные запруды для нелегальной ловли рыбы.
9 июня 2019 года в результате автоаварии у села Збаржевка в реку попала тонна инсектицида «Нурел Д». Произошёл массовый замор рыбы и прочей фауны, в реке запретили купание и выпас скота. Были перекрыты водозаборы, в том числе в городе Белая Церковь. По некоторым данным, опасный химикат был похищен с одного из близлежащих складов.